# Colostygia obscurata
Colostygia obscurata là một loài bướm đêm trong họ Geometridae.